# گوموگو
گوموگو شهری در شهرستان تیو در استان بولکیمده در بورکینافاسوی غربی مرکزی است جمعیت آن ۱۷۴۴ نفر است.